# 金田正矩
金田 正矩（かねだ まさのり、元文2年6月26日（1737年7月23日） - 文化6年11月24日（1809年12月30日））は、江戸時代中期の旗本。出羽国米沢藩の支藩である米沢新田藩主家上杉氏の一族。父は初代藩主の上杉勝周で、母は片桐貞起の娘。同母兄は上杉勝承。旗本で本姓桓武平氏千葉氏庶流の金田正峯（幸次郎）の養子となり、相続する。諱は初め勝職（かつもと）、正尹（まさのぶ）、正矩。幼名は應次郎。通称は幸之助、采女。

## 経歴
金田正峯の実子正於（弥惣八）が病弱であるため、正峯の次女と婚姻し、正峯の婿養子となる。安永6年（1777年）に江戸城西の丸小姓組の番士となり、安永8年（1779年）に本丸勤めとなる。安永9年（1780年）に養父の隠居を受けて家督相続する。
天明元年（1781年）に西の丸勤めに復し、天明6年（1786年）には本丸勤め、寛政5年（1793年）に西の丸勤めとなる。